# Scelionidae

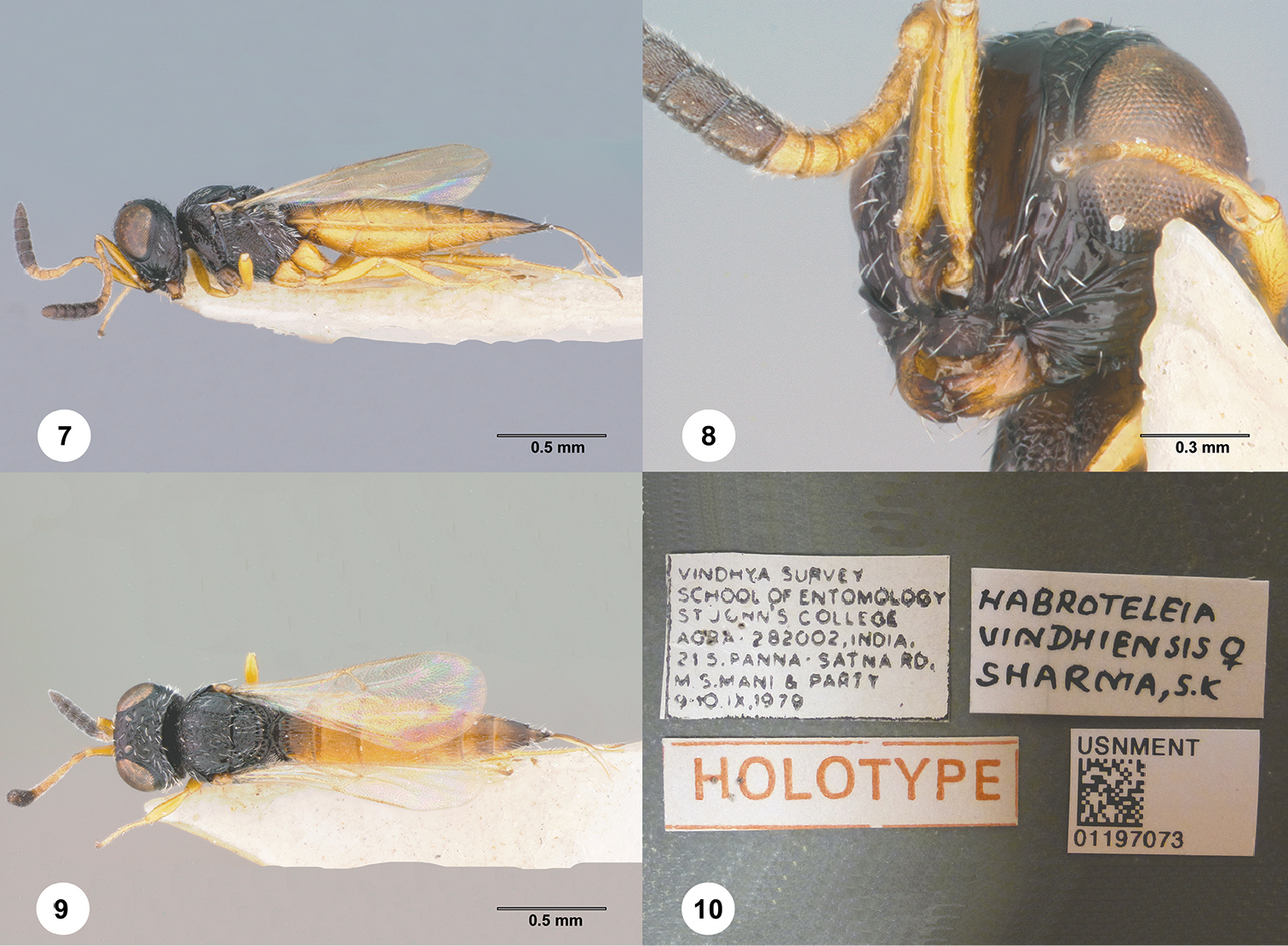
Baryconus vindhiensis

Die Scelionidae sind eine Hautflüglerfamilie in der Überfamilie Platygastroidea. Das Taxon geht auf den irischen Entomologen Alexander Haliday im Jahr 1839 zurück.

## Merkmale
Die Hautflügler sind meist zwischen einem halben und drei Millimeter lang. Nur wenige Arten erreichen eine Körperlänge von bis zu 8 mm. Die Vertreter der Familie lassen sich von verwandten Taxa durch spezielle Anatomiemerkmale unterscheiden. Im Folgenden eine Reihe dieser Eigenschaften nach Miko et al. (2007). Das Vorhandensein eines cranio-antennalen Muskels, eines äußeren Fühlermuskels, der aus der Kopfkapsel entspringt, ist einzigartig bei den Scelionidae. Die dorsal gebogene epistomale Furche (epistomal sulcus) und der dazu korrespondierende innere epistomale Grat reichen bis zur Mundöffnung. Die clypeo-pleurostomale Linie fehlt. Das Tentorium ist mit dem pleurostomalen Kondylus verwachsen. Alle Gattungen der Scelionidae weisen eine postgenale Brücke zwischen Mund- und Hinterhauptöffnung auf. Eine profurkale Brücke fehlt. Chen et al. (2021) liefern einen Schlüssel für die Familien der Platygastroidea. Im Folgenden eine Ergänzung der Merkmale der Scelionidae. Die Fühler weisen zwischen 7 und 12 Glieder auf. Eine malare Furche ist vorhanden. Der Vorderrand des Metasoma weist Kiele auf.

## Lebensweise
Die Vertreter der Scelionidae sind als Eiparasitoide bekannt. Sie besitzen ein breites Wirtsspektrum. Dieses erstreckt sich über mindestens sieben Insektenordnungen (darunter Fangschrecken und Wanzen) sowie Webspinnen. Einige Arten stehen im Fokus von Studien für deren Einsatz zur biologischen Schädlingsbekämpfung.

## Verbreitung
Die Scelionidae sind weltweit verbreitet.

## Systematik
Es sind etwa 3000 Arten in 176 Gattungen beschrieben.
Die Scelionidae werden in folgende Unterfamilien gegliedert:
- Scelioninae
- Teleasinae
- Telenominae

## Arten in Deutschland (Auswahl)
- Mantibaria seefelderiana
- Telenomus turesis
- Trissolcus japonicus
- Trissolcus semistriatus